# Кадровица
Кадровица (болг. Кадровица) — село в Болгарии. Находится в Кюстендилской области, входит в общину Невестино. Население составляет 45 человек.

## Политическая ситуация
Кадровица подчиняется непосредственно общине и не имеет своего кмета.
Кмет (мэр) общины Невестино — Димитр Иванов Стаменков (независимый) по результатам выборов.